# Tamgaly
Tamgaly (kasachisch für „bemalter“ oder „markierter Ort“) ist ein bedeutender Fundort von Petroglyphen in den Chu-Ili-Bergen, etwa 120 km (Luftlinie) nordwestlich von Almaty im südöstlichen Kasachstan.

## Beschreibung
Das Areal von Tamgaly umfasst rund 3.800 Hektar, davon 900 Hektar Kernzone und 2.900 Hektar Pufferzone. Die Petroglyphen wurden 1957 bei Ausgrabungen von bronzezeitlichen Gräbern entdeckt und zählen heute zu den bedeutendsten Felsbildkomplexen Zentralasiens. Seit 2003 steht das Gebiet unter staatlichem Schutz, 2004 wurde es in die Liste des UNESCO-Welterbes aufgenommen.

## Epochen und Motive
Die Petroglyphen entstanden in vier Hauptphasen:
- Mittlere Bronzezeit (ca. 2. Hälfte des 2. Jahrtausends v. Chr.): Besonders kunstvolle, meist 25–30 cm große Gravuren, teils bis zu 1 Meter, mit 3–5 mm tiefen Linien. Häufige Motive sind anthropomorphe Figuren („Sonnenmenschen“ mit Strahlenkranz), Schamanen, Krieger, Opfer- und Ritualszenen, Tierdarstellungen (u. a. Pferd, Kamel, Stier, Wolf, Reh, Steinbock) und mythische Mischwesen.[1]
- Späte Bronzezeit und Übergangszeit: Kleinere, einfachere Motive (meist <15 cm), weniger komplexe Szenen, Fokus auf Tierdarstellungen und pastorale Motive.
- Frühe Eisenzeit: Stilistisch vielfältige Gravuren mit Jagd- und Kampfszenen, zahlreiche Tiermotive.
- Mittelalter und Neuzeit: Vergleichsweise wenige und oberflächlichere Gravuren, darunter Darstellungen von Kriegern, Bannern, Waffen und Reiterszenen, teils Überlagerungen älterer Bilder.

Die Petroglyphen von Tamgaly bieten bedeutende Einblicke in die religiösen Vorstellungen, das Alltagsleben und die Symbolwelt der prähistorischen und frühgeschichtlichen Kulturen Zentralasiens. Besonders der Sonnenkult und schamanistische Praktiken lassen sich anhand der Motive nachvollziehen.
Neben den Felszeichnungen finden sich im Gebiet zahlreiche Gräber, Kultplätze, Altäre sowie Siedlungsreste aus verschiedenen Epochen.

## Bedeutung
Tamgaly gilt als einzigartiges Zeugnis der kulturellen Entwicklung von der Bronzezeit bis ins frühe 20. Jahrhundert. Die Stätte ist ein zentrales Forschungsobjekt für die Geschichte der Nomadenkulturen und des Schamanismus in Zentralasien.